# 麻子仁丸
麻子仁丸（ましにんがん）とは、漢方方剤の一種。出典は『傷寒論』、『金匱要略』。

## 概要
高齢者の便秘薬としてよく使われる方剤で、便が硬く塊状になり、排便に苦労するようなときに適する。金匱要略には「趺陽の脈、浮にして濇。浮ならば即ち胃気強く、濇ならば即ち小便数、浮濇相打摶ち、大便即ち硬く、其の脾、約を為す。麻子仁丸之を主る。」と記載されている。

### 保険適用エキス剤の効能・効果
便秘。

## 組成
- 麻子仁 5.0
- 杏仁 2.0
- 大黄 4.0
- 厚朴 2.0
- 枳実 2.0
- 芍薬 2.0

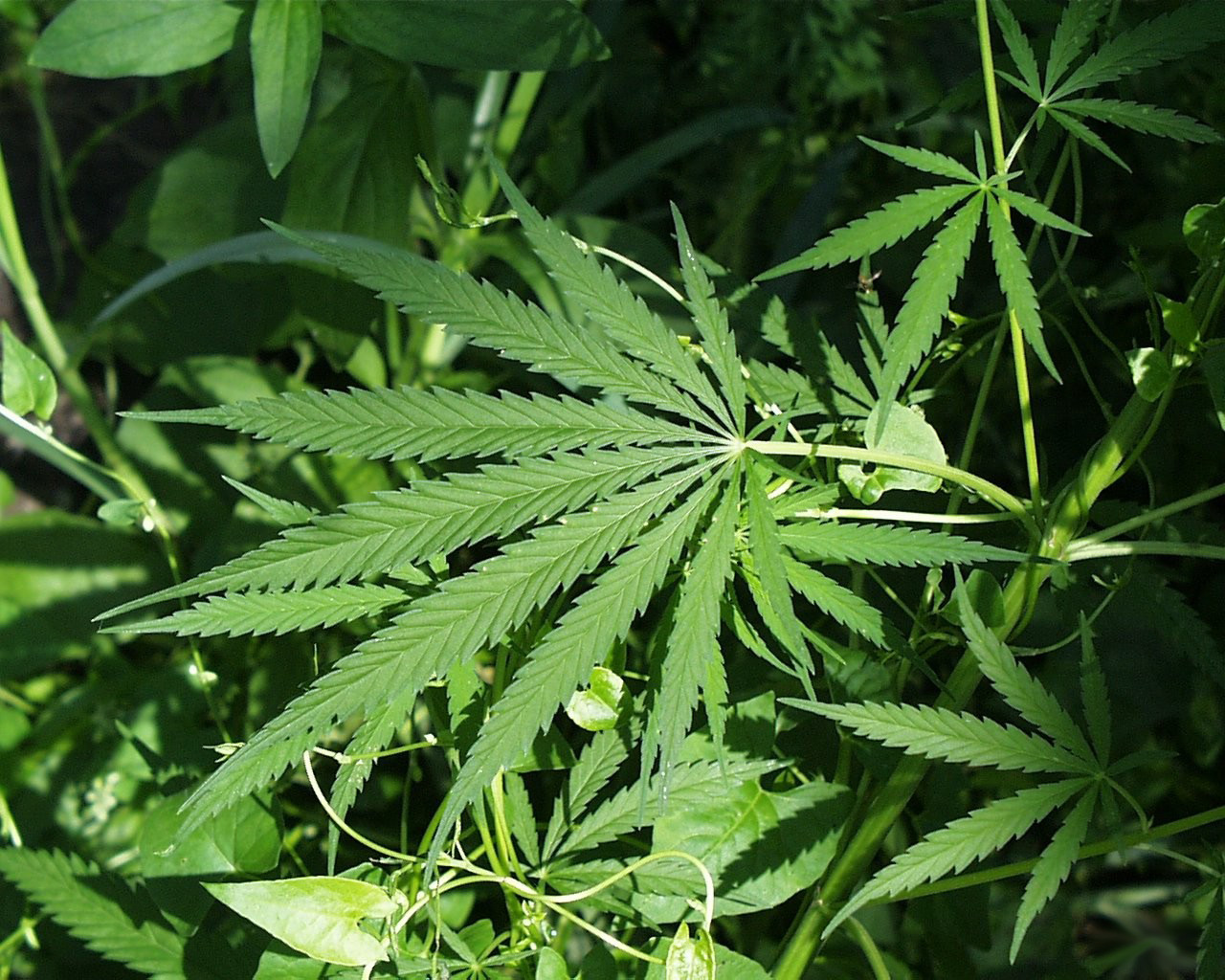
麻子仁
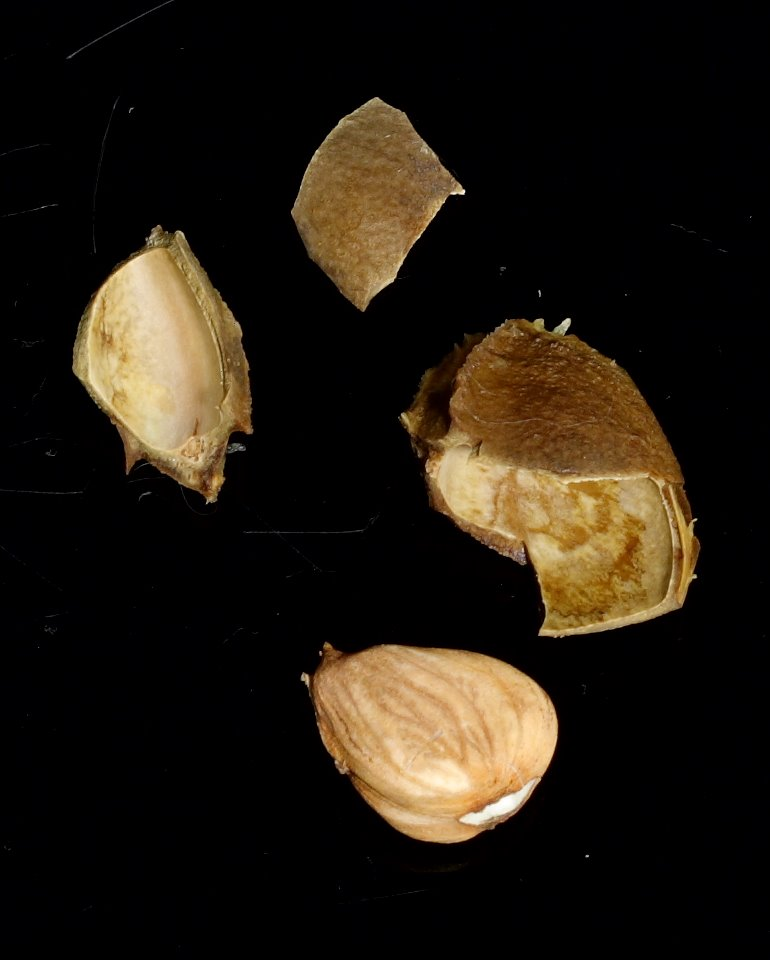
杏仁
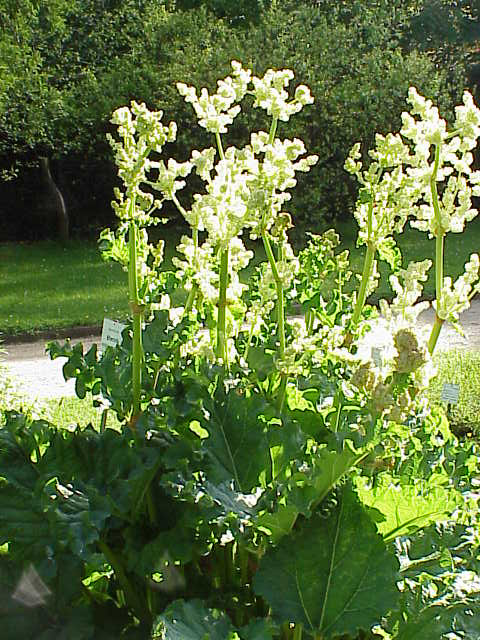
大黄
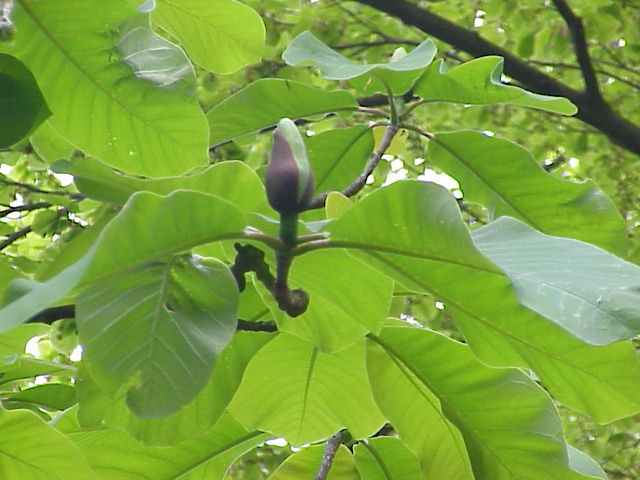
厚朴
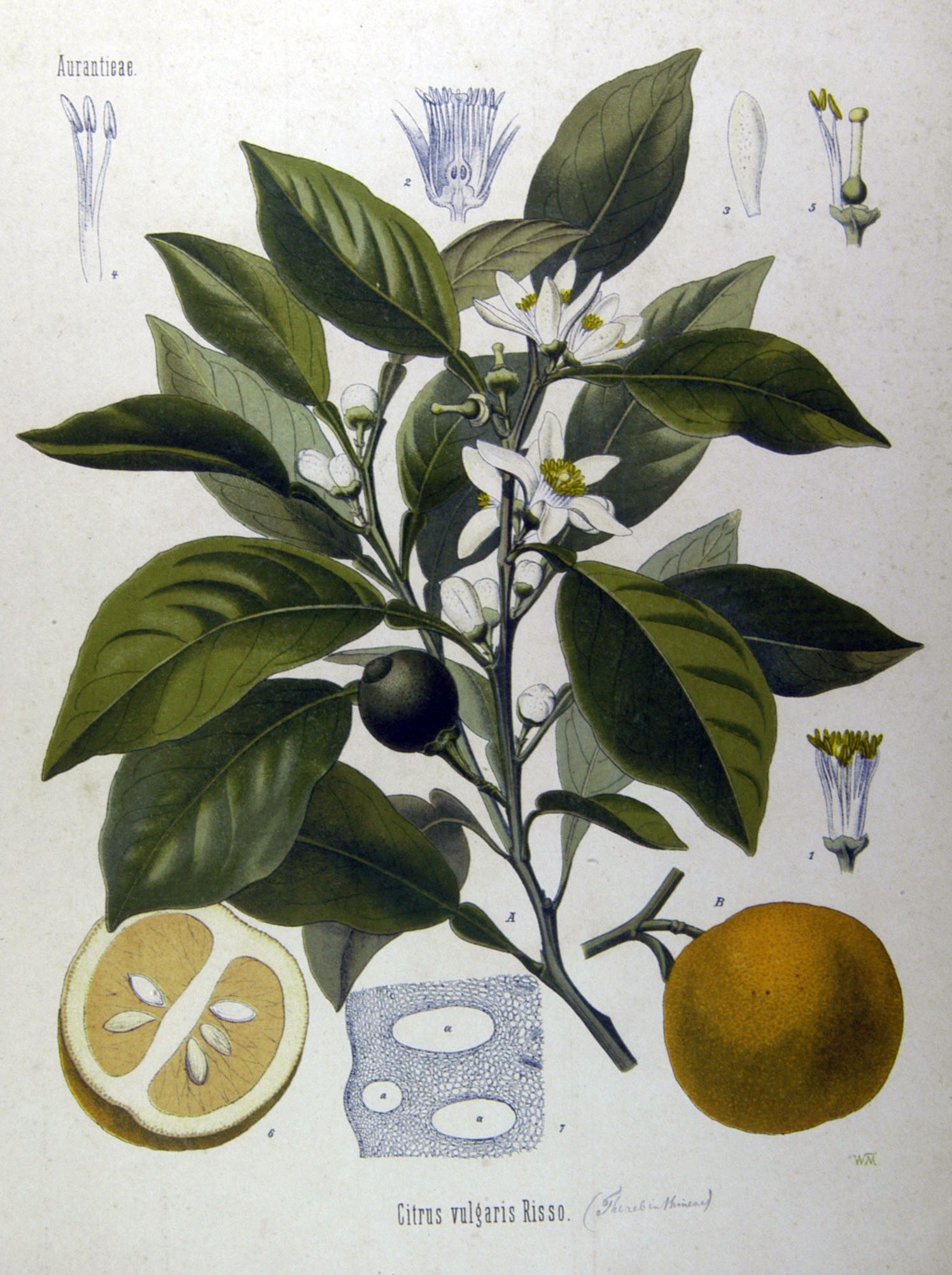
枳実
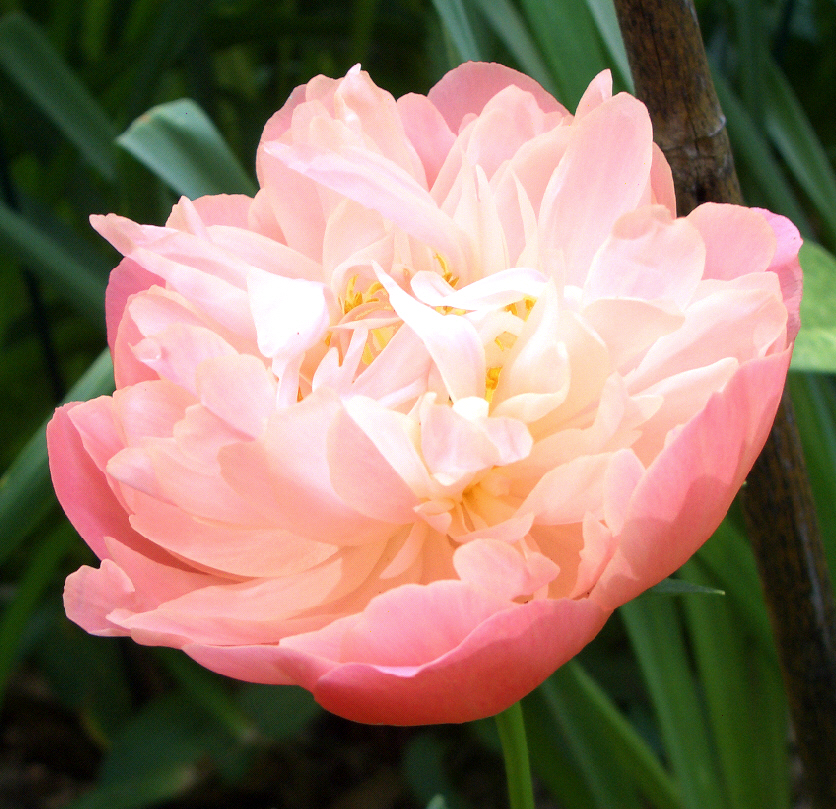
芍薬